# Alizée Minard
Pour les articles homonymes, voir Minard.
Alizée Minard, née le 6 mai 1997 à Bayonne, est une athlète française. En lancer du javelot, elle est championne de France 2024 et vice-championne de France 2023.

## Biographie
Alizée Minard débute l'athlétisme en 2004 dans l'École d'athlétisme de Capbreton (EAC). Elle s'illustre dans deux disciplines le saut à la perche et le lancer de javelot,,. De fin 2016 à début 2020, elle est licenciée à l'US Talence Athlétisme. Elle est coachée par Cédric Djerbir.
Durant ces cinq années, elle obtient un diplôme universitaire de technologie (DUT) en sciences et génie des matériaux à l'institut universitaire de technologie (IUT) de Bordeaux puis entame en alternance une formation d'ingénieur matériaux à l'école nationale supérieure de chimie, de biologie et de physique (ENSCBP).
En août 2020, l'athlète devient licenciée du Club Athlétique Balmanais (CA Balma). Alizée Minard rejoint l'université d'État de l'Arizona pour suivre un Bachelor of Liberal Studies,. Elle fait ce choix d'études pour mieux gérer son emploi du temps et de s'investir dans le lancer de javelot où elle est coachée par Brian Blutreich,.
En novembre, l'athlète se blesse avec une déchirure partielle du ligament collatéral ulnaire (UCL) du coude. Après une interruption de lancer pendant plus de trois mois, elle 
retrouve son niveau. En 2021, elle se distingue en battant à plusieurs reprises le record de lancer du javelot de l'université et en étant sacrée championne de la Pacific-12 Conference et vice-championne NCAA,.
Aux Championnats de France d'athlétisme 2021 à Angers , elle réalise un jet de javelot à 54,00 m et devient vice-championne de France élite au javelot derrière Jöna Aigouy, sa partenaire de club.
Au printemps 2022, elle fait partie des quatre-vingt-treize étudiants-athlètes des Sun Devils d'Arizona State qui figurent au tableau d'honneur académique du printemps de la Pacific-12 Conference. Cette récompense met en avant, les étudiants-athlètes qui ont de bons résultats universitaires et ont performé durant l'année.
La même année, Alizée Minard est sacrée championne de France du lancer du javelot avec un jet à 57,17 m aux championnats de France d'athlétisme 2022 à Caen puis médaillée de bronze de cette épreuve aux Jeux méditerranéens de 2022 à Oran en Algérie. Elle fait partie de la centaine d'athlètes sélectionnés pour participer aux championnats d'Europe d'athlétisme 2022,.
En 2023, aux championnats de France de lancers hivernaux à Salon-de-Provence, Alizée Minard s'impose dans sa catégorie avec un lancer du javelot à 53,80 m,. A la fin du mois de juin, avec la sauteuse en longueur Hilary Kpatcha, les deux sociétaires de CA Balma participent aux championnats d'Europe d'athlétisme par équipes 2023 à Chorzów en Pologne. La lanceuse de javelot réalise un jet à 54,40 m et se place dixième du concours,.

## Palmarès

### Championnat nationaux
- 2024 (27 ans) :  Championne de France élite en javelot aux Championnats de France d'athlétisme 2024 d'Angers[16],[17]
- 2023 (26 ans) :  Vice-championne de France élite en javelot aux Championnats de France d'athlétisme 2023 d'Albi
- 2022 (25 ans) :  Championne de France élite en javelot aux Championnats de France d'athlétisme 2022 à Caen[8]

## Records
- 58,68 m (600 g) en javelot